# Taišó
Taišó (japonsky: 大正天皇, Taišó-tennó) (31. srpna 1879 – 25. prosince 1926) byl podle tradiční nástupnické posloupnosti 123. japonský císař. Vládl od 30. července 1912 do své smrti v roce 1926.
Císařovo osobní jméno bylo Jošihito (嘉仁). Podle japonských zvyklostí nemá císař v době své vlády žádné jméno a nazývá se pouze (současný) „císař“. Stejně jako všichni ostatní japonští císaři, začal být po své smrti nazýván svým posmrtným jménem, podle tradice zavedené po smrti císaře Meidži v roce 1912 se za posmrtné jméno císaře vybírá název jeho panovnické éry. Jelikož tedy vládl v období Taišó (doslovně „Velká spravedlnost“), je nyní znám jako císař Taišó.
Mimo Japonsko bývá někdy podle svého osobního jména nazýván císař Jošihito. V Japonsku pouze svým posmrtným jménem.
Císař Jošihito byl synem císaře Meidžiho a konkubíny Naruko Janagihara. V dětství mu však tvrdili, že jeho matkou je císařovna Šóken, což u něj vyvolalo psychické trauma. Od dětství měl chatrné zdraví. Dostalo se mu důkladného vzdělání, měl však potíže s artikulací a po fyzické stránce byl mimořádně slabý. V roce 1900 se oženil s princeznou Sadako Kudžó, s níž měl čtyři syny. Byl prvním japonským císařem, který udržoval monogamii. Během své vlády plnil především reprezentační a ceremoniální funkce, do politiky prakticky nezasahoval. Jeho vláda se v Japonsku stala obdobím demokratických reforem. Vážné neurologické problémy, jimiž trpěl od dětství, se během císařova života zhoršovaly. V roce 1921 již kvůli své nemoci nebyl schopen vládnout, svého nejstaršího syna Hirohita proto ustanovil regentem. Zemřel 25. prosince roku 1926 na srdeční komplikace spojené se zápalem plic.

## Sňatek

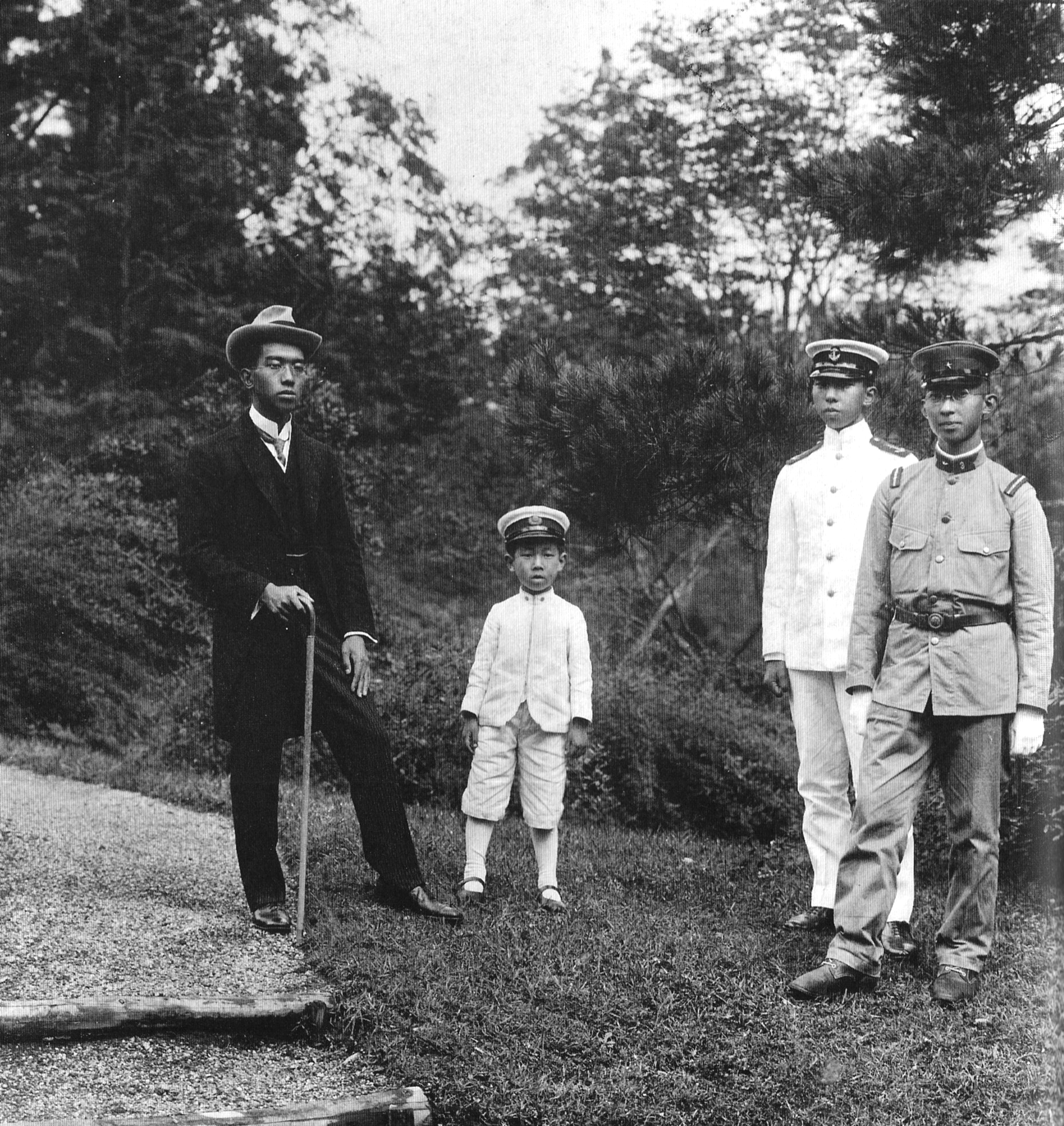
Čtyři synové císaře Taišó v roce 1921: Hirohito, Takahito, Nobuhito a Jasuhito

Dne 10. května 1900 se korunní princ Jošihito oženil s tehdy 15letou Sadako Kudžó, dcerou prince Mičitaka Kudžó, hlavy pěti nadřízených větví klanu Fudžiwara. Byla pečlivě vybrána císařem Meidži pro svou inteligenci, artikulaci, příjemnou povahu a důstojnost – aby doplňovala prince Jošihita ve vlastnostech, které mu chyběly. Palác Akasaka byl postaven v letech 1899 až 1909 v okázalém evropském rokokovém stylu, aby sloužil jako oficiální sídlo korunního prince. Princ a princezna měli následující děti: Hirohito, Jasuhito, Nobuhito a Takahito.
V roce 1902 Jošihito pokračoval ve svých cestách za sledováním zvyků a geografie Japonska, tentokrát centrálního Honšú, kde navštívil známý buddhistický chrám Zenkó-dži v Naganu. S rostoucím napětím mezi Japonskem a Ruskem byl v roce 1903 povýšen do hodnosti plukovníka japonské císařské armády a kapitána japonského císařského námořnictva. Jeho vojenské povinnosti byly pouze ceremoniální, ale ten rok vycestoval na prohlídku vojenských objektů ve Wakajamě, Ehime, Kagawě a Okajamě.
V říjnu 1907 korunní princ procestoval Koreu v doprovodu admirála Heihačiró Tógó, generála Taró Kacury a prince Arisugawy Taruhita. Bylo to vůbec poprvé, kdy následník trůnu opustil Japonsko. Během tohoto období začal studovat korejštinu, i když ho nikdy zcela neovládl.

### Potomci
Císař Taišó a císařovna Teimei měli čtyři syny a dvanáct vnoučat (pět vnuků a sedm vnuček).
| Jméno                                           | Narození         | Úmrtí          | Sňatek         | Sňatek                  | Jejich děti |
| Jméno                                           | Narození         | Úmrtí          | Datum          | Choť                    | Jejich děti |
| ----------------------------------------------- | ---------------- | -------------- | -------------- | ----------------------- | --- |
| Hirohito, císař Šówa (Hirohito, princ Miči)     | 29. dubna 1901   | 7. ledna 1989  | 26. ledna 1924 | Princezna Nagako z Kuni | - Šigeko Higašikuni (Šigeko, princezna Teru) - Sačiko, princezna Hisa - Kazuko Takacukasa (Kazuko, princezna Taka) - Acuko Ikeda (Acuko, princezna Jori) - Emeritní císař Akihito (Akihito, princ Cugu) - Masahito, princ Hitači (Masahito, princ Joši) - Takako Šimazu (Takako, princezna Suga) |
| Jasuhito, princ Čičibu (Jasuhito, princ Acu)    | 25. června 1902  | 4. ledna 1953  | 28. září 1928  | Secuko Macudaira        | |
| Nobuhito, princ Takamacu (Nobuhito, princ Teru) | 3. ledna 1905    | 3. února 1987  | 4. února 1930  | Kikuko Tokugawa         | |
| Takahito, princ Mikasa (Takahito, princ Sumi)   | 2. prosince 1915 | 27. října 2016 | 22. října 1941 | Juriko Takagi           | - Jasuko Konoe (Princezna Jasuko z Mikasy) - Princ Tomohito z Mikasy - Jošihito, princ Kacura - Masako Sen (Princezna Masako z Mikasy) - Norihito, princ Takamado |